# Belmont-sur-Yverdon
Belmont-sur-Yverdon é uma comuna da Suíça, situada no distrito de Jura-Nord Vaudois, no cantão de Vaud. Tem 6,47 km² de área e sua população em 2018 foi estimada em 384 habitantes.